# Svartvit markspindel
Svartvit markspindel (Poecilochroa variana) är en spindelart som först beskrevs av Carl Ludwig Koch 1839.  Svartvit markspindel ingår i släktet Poecilochroa och familjen plattbuksspindlar. Arten är reproducerande i Sverige. Inga underarter finns listade i Catalogue of Life.